# PhpPgAdmin
phpPgAdmin es una aplicación web, escrita en PHP, para administrar bases de datos PostgreSQL.
phpPgAdmin es una aplicación web que provee una manera conveniente a los usuarios para crear bases de datos, tablas, alterarlas y consultar sus datos usando el lenguaje estándar SQL. 
phpPgAdmin estuvo basado en phpMyAdmin, pero hoy día ya no comparte código con él; incluso provee las mismas funcionalidades y más a los usuarios del servidor de base de datos PostgreSQL.